# Азербайджано-болгарские отношения
Азербайджано-болгарские отношения — двусторонние дипломатические отношения между Азербайджаном и Болгарией в политической, экономической, культурной и иных сферах.

## Дипломатические отношения
Болгария признала независимость Азербайджана 14 января 1992 года. Дипломатические отношения между Азербайджаном и Болгарией установлены 5 июня 1992 года.
Посольство Болгарии в Азербайджане действует с декабря 1999 года. Посольство Азербайджана в Болгарии действует с 2005 года.
В парламенте Азербайджана с декабря 2005 года действует двусторонняя межпарламентская рабочая группа по отношениям с Болгарией. Руководитель группы — Рауф Алиев.
В Народном собрании Болгарии действует двусторонняя рабочая группа по отношениям с Азербайджаном. Руководитель группы — Хамид Бари Хамид.
На международной арене сотрудничество между странами осуществляется в рамках различных международных организаций: Совет Европы, Организация по безопасности и сотрудничеству в Европе (ОБСЕ), Организация Черноморского экономического сотрудничества. Болгария поддерживает Азербайджан в вопросах интеграции в Европейский Союз (ЕС).
Болгария поддерживает Азербайджан в урегулировании Карабахского конфликта.

## Официальные визиты

### Визиты глав государств
1. 29-30 июня 1995 года Президент Азербайджана Гейдар Алиев находился в Болгарии с официальным визитом.
2. 7-8 сентября 1998 года Президент Болгарии Пётр Стоянов пребывал в Азербайджане с рабочим визитом для участия в международной конференции «Silk Way», проходившей в городе Баку.
3. 2-3 декабря 1999 года Президент Болгарии Пётр Стоянов нанёс официальный визит в Азербайджан.
4. 7-8 октября 2004 года Президент Болгарии Георгий Пирванов нанёс официальный визит в Азербайджан.
5. 23-24 сентября 2005 года Президент Азербайджана Ильхам Алиев нанёс официальный визит в Болгарию.
6. 10-12 марта 2008 года Президент Болгарии Георгий Пирванов нанёс рабочий визит в Азербайджан.
7. 13 ноября 2009 года Президент Азербайджана Ильхам Алиев нанёс официальный визит в Болгарию.
8. 22 января 2009 года Президент Болгарии Георгий Пирванов нанёс рабочий визит в Азербайджан.
9. 30 июня – 1 июля 2010 года Президент Болгарии Георгий Пирванов нанёс рабочий визит в Азербайджан.
10. 14-15 ноября 2011 года Президент Болгарии Георгий Пирванов нанёс рабочий визит в Азербайджан.
11. 19-20 сентября 2014 года Президент Болгарии Розен Плевнелиев нанёс рабочий визит в Азербайджан для участия в церемонии открытия Южного газового коридора и мероприятии, посвящённому 20летию подписания «Контракта века».
12. 3-5 марта 2015 года Президент Азербайджана Ильхам Алиев нанёс официальный визит в Болгарию.
13. 128-29 апреля 2015 года Президент Болгарии Розен Плевнелиев посетил Азербайджан для участия в 3-м Глобальном Бакинском форуме открытого общества.
14. 28-29 июня 2015 года Президент Болгарии Розен Плевнелиев побывал в Азербайджане для участия в церемонии открытия Первых Европейских игр, состоявшейся в Баку.
15. 10-11 марта 2016 года Президент Болгарии Розен Плевнелиев посетил Азербайджан с целью принять участие в 4-м Глобальном Бакинском форуме.
16. 12-14 октября 2017 года Президент Болгарии Румен Радев нанёс официальный визит в Азербайджан.[5]

В 2022 году президент Азербайджана Ильхам Алиев посетил Болгарию с официальным визитом.

### Визиты председателей парламентов
1. 27-30 сентября 2004 года Председатель Милли Меджлиса Азербайджана Муртуз Алескеров нанёс официальный визит в Болгарию.
2. 24-25 ноября 2006 года Председатель Национального Собрания Болгарии Георгий Пиринский посетил Азербайджан с рабочим визитом.
3. 19-21 мая 2008 года Председатель Милли Меджлиса Азербайджана Муртуз Алескеров нанёс официальный визит в Болгарию.
4. 14-15 мая 2012 года Председатель Национального Собрания Болгарии Цейка Цачева нанесла официальный визит в Азербайджан.
5. 27-29 ноября 2012 года Председатель Национального Собрания Болгарии Цейка Цачева нанесла рабочий визит в Азербайджан для участия в заседании Парламентской ассамблеи Черноморского экономического сотрудничества (ОЧЭС).
6. 19-21 сентября 2018 года Председатель Национального Собрания Болгарии Цвета Караянчева нанесла рабочий визит в Азербайджан с целью принять участие в мероприятии, посвящённом столетию Милли Меджлиса Азербайджана.
7. 19-21 июня 2019 года Председатель Национального Собрания Болгарии Цвета Караянчева нанесла рабочий визит в Азербайджан с целью принять участие в 53-ом заседании Парламентской ассамблеи Черноморского экономического сотрудничества (ОЧЭС) и взять на себя председательство в Парламентской Ассамблее ОЧЭС.[5]

### Визиты премьер-министров
1. 12-13 ноября 2007 года премьер-министр Болгарии Сергей Станишев нанёс официальный визит в Азербайджан.
2. 12-13 ноября 2007 года премьер-министр Болгарии Серкей Станишев совершил официальный визит в Азербайджан.
3. 26-27 апреля 2012 года премьер-министр Болгарии Бойко Борисов совершил официальный визит в Азербайджан.
4. 19-20 февраля 2014 года премьер-министр Болгарии Пламен Орешарский нанёс официальный визит в Азербайджан.
5. 11-12 июня 2015 года премьер-министр Болгарии Бойко Борисов совершил рабочий визит в Азербайджан для участия в церемонии открытия Первых Европейских игр Баку-2015.
6. 15-16 января 2018 года премьер-министр Болгарии Бойко Борисов совершил рабочий визит в Азербайджан для участия в церемонии открытия прямого авиасообщения между Баку и Софией.
7. 14-15 марта 2019 года премьер-министр Болгарии Бойко Борисов совершил рабочий визит в Азербайджан для участия в 7-м Глобальном Бакинском форуме.[5]

### Визиты министров иностранных дел
1. 9-10 ноября 1997 года министр иностранных дел Болгарии Надежда Михайлова нанесла официальный визит в Азербайджан.
2. 15-16 марта 2004 года министр иностранных дел Болгарии Соломон Пассий совершил рабочий визит в Азербайджан в качестве действующего председателя ОБСЕ.
3. 5-8 декабря 2004 года министр иностранных дел Азербайджан Эльмар Мамедъяров нанёс рабочий визит в Болгарию для участия в 12-м заседании министров иностранных дел ОБСЕ.
4. 17-18 апреля 2008 года министр иностранных дел Азербайджан Эльмар Мамедъяров нанёс официальный визит в Болгарию
5. 22 октября 2009 года министр иностранных дел Болгарии Румяна Елева совершила рабочий визит в Азербайджан для участия в заседании Совета министров иностранных дел стран Черноморского экономического сотрудничества (ОЧЭС).
6. 12 декабря 2012 года министр иностранных дел Болгарии Николай Младенов совершил рабочий визит в Азербайджан.
7. 12-14 мая 2016 года министр иностранных дел Болгарии Даниэль Митов нанёс официальный визит в Азербайджан.
8. 30-31 октября 2018 года министр иностранных дел Азербайджана Эльмар Мамедъяров нанёс официальный визит в Болгарию.
9. 23-25 июня 2019 года министр иностранных дел Болгарии Екатерина Захариева нанесла официальный визит в Азербайджан.[5]

## Договорно-правовая база
Между странами начиная с 1995 года подписано 104 документа.
1. 3-5 марта 2015 года в рамках официального визита Президента Азербайджана Ильхама Алиева в Болгарию была подписана “Совместная Декларация о стратегическом партнерстве между Азербайджанской Республикой и Республикой Болгария”.[5]
2. 5 июня 1992 года в городе Осло был подписан Протокол об установлении дипломатических отношений между Азербайджанской Республикой и Республикой Болгария.
3. 29 июня 1995 года в городе София было подписано соглашение о дружбе и сотрудничестве между Азербайджаном и Болгарией.
4. 29 июня 1995 года в городе София было подписано соглашение между Правительством Азербайджана и Правительством Болгарии о воздушном сообщении.
5. 29 июня 1995 года в городе София было подписано соглашение между Правительством Азербайджана и Правительством Болгарии о международных автомобильных перевозках пассажиров и грузов
6. 29 июня 1995 года в городе София было подписано соглашение между Азербайджаном Болгарией о правовой помощи по гражданским вопросам.
7. 29 июня 1995 года в городе София было заключено соглашение между Азербайджаном и Болгарией о правовой помощи по уголовным делам.
8. 29 июня 1995 года в городе София было подписано соглашение между Азербайджаном и Болгарией об экстрадиции.
9. 9 ноября 1997 года в городе Баку был подписан Протокол о сотрудничестве между Министерством иностранных дел Азербайджана и Министерством иностранных дел Болгарии.
10. 2 декабря 1999 года в городе Баку была подписана совместная декларация Президента Азербайджана и Президента Болгарии.
11. 2 декабря 1999 года в городе Баку было подписано соглашение о сотрудничестве между Государственным статистическим комитетом Азербайджана и Национальным статистическим Институтом Болгарии.
12. 2 декабря 1999 года в городе Баку было заключено соглашение между Правительством Азербайджана и Правительством Болгарии о сотрудничестве в таможенной сфере.
13. 2 декабря 1999 года в городе Баку между правительством Азербайджана и Правительством Болгарии было заключено соглашение о сотрудничестве в сфере туризма.
14. 31 октября 2001 года в городе Шумен было подписано соглашение о сотрудничестве между Бакинским славянским университетом и Шуменским университетом имени Константина Преславского.
15. 25 сентября 2002 года в городе София было заключено соглашение о сотрудничестве в военной области между Министерством обороны Азербайджана и Министерством обороны Болгарии.
16. 10 октября 2002 года в городе София было подписано соглашение о сотрудничестве между Бакинским славянским университетом и Софийским университетом Святого Климента Охридского.
17. 7 октября 2004 года в городе Баку было подписано совместное коммюнике Президента Азербайджана Ильхама Алиева и Президента Болгарии Георгия Пирванова.
18. 7 октября 2004 года в городе Баку было заключено соглашение между Правительством Азербайджана и Правительством Болгарии о сотрудничестве в области общественного здравоохранения и медицины.
19. 7 октября 2004 года в городе Баку было заключено соглашение между Правительством Азербайджана и Правительством Болгарии о торговом судоходстве.
20. 7 октября 2004 года в городе Баку было подписано соглашение между Правительством Азербайджана и Правительством Болгарии о международных комбинированных перевозках грузов.
21. 7 октября 2004 года в городе Баку был подписан Протокол второго заседания Межправительственной комиссии по торгово-экономическому и научно-техническому сотрудничеству между Азербайджаном и Болгарией.
22. 7 октября 2004 года в Баку было подписано соглашение о сотрудничестве между Азербайджанским государственным телеграфным агентством (АЗЕРТАДЖ) и болгарским информационным агентством (БТА).
23. 23 сентября 2005 года в городе София была подписана совместная декларация Президента Азербайджана и Президента Болгарии.
24. 23 сентября 2005 года в городе София было подписано соглашение между Правительством Азербайджана и Правительством Болгарии об упрощении визового режима.
25. 23 сентября 2005 года в городе София был подписан Меморандум о сотрудничестве между Правительством Азербайджана и Правительством Болгарии в плане европейской и евроатлантической интеграции
26. 23 сентября 2005 года в городе София был подписан Протокол о взаимопонимании между Государственным таможенным комитетом Азербайджана и Национальным таможенным Агентством Болгарии по вопросам осуществления таможенного сотрудничества, включая соответствующую профессиональную подготовку и повышение квалификации профессиональных кадров.
27. 23 сентября 2005 года в городе София был подписан Протокол о дальнейшем сотрудничестве между авиационными структурами Азербайджана и Болгарии.
28. 23 сентября 2005 года в городе София был подписан Меморандум о сотрудничестве между Закрытым акционерным обществом Азербайджанского телевидения и радиовещания (AzTV) и болгарским национальным телевидением (BNT)
29. 19 сентября 2006 года в Баку было подписано соглашение о сотрудничестве в области спорта между Министерством молодежи и спорта Азербайджана и Государственным агентством молодежи и спорта Болгарии.
30. 15 мая 2007 года в городе Баку было подписано соглашение о сотрудничестве между Министерством юстиции Азербайджана и Министерством юстиции Болгарии.
31. 12 ноября 2007 года в городе Баку было заключено соглашение об экономическом сотрудничестве между Правительством Азербайджана и Правительством Болгарии.
32. 12 ноября 2007 года в городе Баку было подписано соглашение между Правительством Азербайджана и Правительством Болгарии о сотрудничестве в области антимонопольной политики и защиты конкуренции.
33. 12 ноября 2007 года в городе Баку было заключено соглашение между Правительством Азербайджана и Правительством Болгарии об избежании двойного налогообложения в отношении налогов на доходы и имущество.
34. 18 апреля 2008 года в городе София был подписан Меморандум о взаимопонимании по консультациям между Министерством иностранных дел Азербайджана и Министерством иностранных дел Болгарии.
35. 30 сентября 2008 года в городе София был подписан Протокол третьего заседания Межправительственной комиссии по торгово-экономическому и научно-техническому сотрудничеству между Азербайджаном и Болгарией.
36. 3 июня 2009 года в городе Баку было подписано соглашение о сотрудничестве между Бакинским славянским университетом и Болгарским университетом национальной и мировой экономики.
37. 13 ноября 2009 года в городе София был подписан Меморандум о взаимопонимании по сотрудничеству в области энергетики между Министерством промышленности и энергетики Азербайджана и Министерством экономики, энергетики и туризма Болгарии.
38. 16 апреля 2010 года в городе София было заключено соглашение о сотрудничестве между Азербайджанским государственным университетом культуры и искусства и Болгарской Национальной Академией искусств.
39. 16 апреля 2010 года в городе София было подписано соглашение о сотрудничестве между Азербайджанским государственным университетом культуры и искусства и Болгарской Национальной Академией театрального и киноискусства.
40. 23 сентября 2010 года в городе Баку был подписан Меморандум о сотрудничестве между Государственным комитетом по имущественным вопросам Азербайджана и Агентством по приватизации и постприватизационному контролю Болгарии.
41. 8 апреля 2011 года в городе Баку между Правительством Азербайджана и Правительством Болгарии было подписано соглашение о сотрудничестве в области культуры.
42. 14 ноября 2011 года в городе Баку между Правительством Азербайджана и Правительством Болгарии было подписано соглашение о взаимной защите и обмене секретной информацией.
43. 14 ноября 2011 года в городе Баку было заключено соглашение о сотрудничестве между Азербайджанским государственным экономическим университетом и Болгарским университетом национальной и мировой экономики.
44. 14 ноября 2011 года в городе Баку был подписан Меморандум о сотрудничестве между Дипломатической Академией при Министерстве иностранных дел Азербайджана и Дипломатическим институтом при Министерстве иностранных дел Болгарии.
45. 14 ноября 2011 года в городе Баку был подписан Меморандум о сотрудничестве между Министерством труда и социальной защиты населения Азербайджана и Министерством труда и социальной политики Республики Болгария.
46. 29 ноября 2011 года в городе Баку было подписано соглашение о сотрудничестве между Азербайджанской национальной Академией Наук (НАНА) и Болгарской Академией Наук.
47. 26 апреля 2012 года в городе Баку было подписано соглашение между Правительством Азербайджана и Правительством Болгарии о сотрудничестве в борьбе с преступностью.
48. 26 апреля 2012 года в городе Баку было подписано соглашение между Правительством Азербайджана и Правительством Болгарии о сотрудничестве в области чрезвычайных ситуаций.
49. 26 апреля 2012 года в городе Баку был подписан Меморандум о взаимопонимании между Государственной нефтяной компанией Азербайджана (ГНКАР) и болгарским энергетическим холдингом в области природного газа и нефти.
50. 26 апреля 2012 года в городе Баку был подписан Меморандум о взаимопонимании между Азербайджанским фондом содействия экспорту и инвестициям (AZPROMO) и Торгово-промышленной палатой Болгарии.
51. 2 июля 2012 года в городе Баку был подписан Меморандум о сотрудничестве между Конституционным судом Азербайджана и Конституционным Судом Болгарии.
52. 18 сентября 2012 года в городе София был подписан Меморандум о взаимопонимании между Азербайджанским медицинским университетом и Софийским Медицинским университетом.
53. 3 октября 2012 года в городе Баку было заключено соглашение о сотрудничестве между Бакинским государственным университетом и Софийским университетом Святого Климента Охридского.
54. 5 октября 2012 года в городе Баку подписано соглашение между Общественной радиотелевизионной вещательной компанией (ITV) и Болгарским национальным телевидением (BNT).
55. 5 октября 2012 года в городе Баку было подписано соглашение о сотрудничестве в области обмена информацией между азербайджанским международным Информационным Агентством «Trend» и болгарским информационным агентством (BTA).
56. 12 ноября 2012 года в городе Баку был подписан Протокол о сотрудничестве в области подсудности между Верховным судом Азербайджана и Верховным кассационным судом Болгарии.
57. 16 мая 2013 года в городе Баку был подписан Меморандум о взаимопонимании между Бакинской Высшей нефтяной школой и Софийским Техническим университетом.
58. 16 мая 2013 года в Баку был подписан Меморандум о взаимопонимании между Бакинской Высшей нефтяной школой и Бургасским университетом "проф. Ассен Златаров".
59. 16 мая 2013 года в городе Баку был подписан Меморандум о взаимопонимании между Бакинской Высшей нефтяной школой и техническим университетом Габрово.
60. 24 мая 2013 года в городе София было подписано соглашение о создании Центра азербайджанского языка и культуры в Софийском университете Св.Климента Охридского между Бакинским славянским университетом и Софийским университетом Св. Климента Охридского.
61. 20 февраля 2014 года в городе Баку был подписан Меморандум о взаимопонимании между Правительством Азербайджана и Правительством Болгарии о сотрудничестве в области охраны окружающей среды.
62. 20 февраля 2014 года в городе Баку было подписано соглашение о сотрудничестве между Министерством финансов Азербайджана и Министерством финансов Болгарии.
63. 20 февраля 2014 года в городе Баку был подписан Меморандум о взаимопонимании между Бакинским государственным университетом и Велико-Тырновским университетом Св. Кирилла и Мефодия.
64. 23 мая 2014 года в городе Баку был подписан Меморандум о взаимопонимании по сотрудничеству в области сельского хозяйства между Министерством сельского хозяйства Азербайджана и Министерством сельского хозяйства и продовольствия Болгарии.
65. 23 мая 2014 года в городе Баку было подписано соглашение о сотрудничестве между Азербайджанским государственным аграрным университетом и сельскохозяйственным университетом Пловдива.
66. 30 июня 2014 года в городе Баку была составлена Программа сотрудничества между Прокуратурой Азербайджана и Прокуратурой Болгарии.
67. 19 сентября 2014 года в городе Баку главами государств была подписана Совместная декларация о сотрудничестве.
68. 20 сентября 2014 года в городе Баку был подписан Меморандум о взаимопонимании между Государственной нефтяной компанией Азербайджана ("SOCAR”) и компанией "Булгартрансгаз" об изучении возможностей сотрудничества в рамках проекта развития Чиренского газохранилища.
69. 20 сентября 2014 года в городе Баку был подписан Протокол намерений между Государственной нефтяной компанией Азербайджана ("SOCAR”) и компанией "Булгаргаз".
70. 4 ноября 2014 года в городе Баку было подписано соглашение о сотрудничестве и обмене информацией между азербайджанским информационным агентством «Trend» и болгарским информационным агентством «Focus».
71. 4 марта 2015 года в городе София была подписана Совместная декларация о стратегическом партнерстве
72. 4 марта 2015 года в городе София между Правительством Азербайджана и Правительством Болгарии было подписано соглашение о сотрудничестве в сфере электронных коммуникаций, технологии и e-правительства.
73. 4 марта 2015 года в городе София был подписан Протокол о расширении сотрудничества в туристической сфере между Министерством культуры и туризма Азербайджана и Министерством туризма Болгарии.
74. 17 апреля 2015 года в городе София был подписан Меморандум о взаимопонимании между Азербайджанской Национальной библиотекой имени М. Ф. Ахундова и Болгарской Национальной библиотекой имени святых Кирилла и Мефодия.
75. 20 апреля 2015 года в городе Баку было подписано соглашение о сотрудничестве между Бакинской Высшей школой нефти и  Русенским университетом имени Ангела Кынчева.[4]
76. 22 ноября 2019 года в ходе встречи начальника Государственной пограничной службы Азербайджана - Эльчина Гулиева с главой Министерства внутренних дел Болгарии Младеном Мариновым в городе Баку, был подписан Протокол о совместной деятельности в борьбе с организованной преступностью.[8]

## Экономическое сотрудничество
Осуществляется сотрудничество в таких сферах, как транспорт и транзит товаров, туризм, фармацевтика, сельское хозяйство, наука и высокие технологии, образование.
С октября 2017 года с вводом в эксплуатацию железной дороги Баку-Тбилиси-Карс транспорт стал ещё одним перспективным направлением двустороннего сотрудничества.
28 мая 1999 года была создана совместная комиссия по торгово-экономическому и научно-техническому сотрудничеству. Комиссия провела пять заседаний (в 2000, 2004, 2008, 2016 и 2018 годах). Последнее, 5-е заседание комиссии состоялось 6-7 ноября 2018 года в городе София.
В итоговые протоколы 4-го и 5-го заседаний совместной комиссии был включен также пункт, касающийся незаконной деятельности на оккупированных Арменией территориях Азербайджана.
Обе страны являются участниками международного транспортного коридора ТРАСЕКА.
Азербайджан заинтересован во вложении инвестиций в строительство атомной электростанции на территории Болгарии.

### В сфере поставок газа
В 2013 году подписан контракт на поставку 1 млрд м3 газа с месторождения Шах-Дениз. Для реализации поставок осуществлено строительство интерконнектора между Грецией и Болгарией, посредством чего Южный газовый коридор продлён до Болгарии. Общая мощность газопровода составляет 3 млрд м3 с возможностью продления до 5 млрд м3, что позволит увеличить поставки газа из Азербайджана в Болгарию.
25 марта 2022 года интерконнектор Греция-Болгария, строительство которого было начато 22 мая 2019 года, был подключен к Трансадриатическому газопроводу. В июне началась закачка азербайджанского газа в Болгарию. Планируется закачивать 1 млрд м3 газа в год, затем повысить до 3 млрд кубометров в год.
За январь-июль 2023 года Болгария импортировала из Азербайджана 533,5 млн м3 газа, за январь-июль 2024 года — 530 млн м3 газа.

#### Хронология заседаний межправительственной комиссии
В 1999 году между правительствами Азербайджана и Болгарии была создана межправительственная совместная комиссия по торгово-экономическим и научно-техническим вопросам.
| Заседания     | Дата          | Место |
| I заседание   | 30.06.2000    | София |
| II заседание  | 07.10.2004    | Баку  |
| III заседание | 29-30.09.2008 | Баку  |

30 сентября 2016 года в ходе заседания совместной азербайджано-болгарской межправительственной комиссии по торгово-экономическому сотрудничеству между руководством Бакинского международного морского торгового порта (Порт Баку) и болгарской портовой инфраструктурной компанией был подписан меморандум о взаимопонимании.

### Хронология бизнес-форумов
21 сентября 2011 года в рамках визита министра экономики, энергетики и туризма Болгарии Е. Т. Трайкова в Азербайджан, в Баку состоялся азербайджано-болгарский бизнес-форум, в котором приняли участие около 80 предпринимателей.
27 апреля 2012 года в рамках официального визита премьер-министра Болгарии Е. Б. Борисова в Азербайджан, в Баку состоялась азербайджано-болгарская деловая встреча руководителей крупнейших азербайджанских и болгарских компаний.
5 ноября 2012 года в рамках визита министра регионального развития и общественных работ Болгарии Л. Павловой в Азербайджан, в Баку состоялся азербайджано-болгарский бизнес-форум, в котором приняли участие руководители крупнейших компаний в области логистики, транспорта и строительства.
7 мая 2017 года в Баку состоялось церемония открытия азербайджано-болгарской Торгово-промышленной палаты. В церемонии открытия приняли участие вице-президент Болгарии Илиана Иотова, посол Азербайджана в Болгарии Наргиз Гурбанова, посол Болгарии в Азербайджане Майя Христова, представители Азербайджанского Фонда содействия экспорту и инвестициям (AZPROMO) и Министерства экономики Азербайджана.
6 ноября 2019 года министром труда и социальной защиты населения Азербайджана Сахилем Бабаевым и послом Болгарии в Азербайджане Николаем Янковым было подписано межправительственное соглашение о пенсионном страховании. Документ предусматривает регулирование вопросов пенсионного обеспечения между странами, выплаты взносов социального страхования, создает правовые условия для обеспечения получения пенсии гражданами двух стран, взаимного признания и защиты пенсии граждан Азербайджана и Болгарии.
11 декабря 2019 года между странами было обсуждено сотрудничество в области грузоперевозок в Европу по маршруту Баку-Тбилиси-Карс и далее паромами в Черное море через территорию Болгарии. Планируется транспортировка сельскохозяйственной продукции, нефтепродуктов, химической продукции и других товаров по маршруту Баку-Тбилиси-Карс (БТК).

### Товарооборот (тыс. долл)[4][5]
| Год  | Экспорт Азербайджана | Импорт Азербайджана | Товарооборот |
| ---- | -------------------- | ------------------- | ------------ |
| 2014 | 63 442,1             | 61 154,8            | 124 595,9    |
| 2015 | 12 721,6             | 497,9               | 13 219,5     |
| 2016 | 39 423,4             | 386,3               | 39 809,7     |
| 2017 | 37 274,7             | 153,3               | 37 428       |
| 2018 | 26 410               | 39 470              | 65 880       |
| 2020 | 16 358               | 553                 | 16 911       |
| 2021 | 54 042               | 18 653              | 72 695       |
| 2022 | 292 122,33           | 33 291,85           | 325 414,18   |
| 2023 | 481 926,28           | 29 004,44           | 510 930,72   |
| 2024 | 683 048,98           | 35 603,23           | 718 652,21   |

Экспорт из Азербайджана в Болгарию: сельскохозяйственная продукция, сырая нефть, керосин, сжиженный газ, природный газ.
Импорт в Азербайджан из Болгарии: сельскохозяйственные и продовольственные товары, сладости, медикаменты, косметика, хлопчатобумажные изделия, изделия из железа, оборудование, гидроксид натрия, гидроксид калия, пероксиды натрия или калия.
За первые 9 месяцев 2014 года товарооборот между странами составил 123 миллиона долл. США. Товарооборот между двумя странами в январе-июле 2016 года составил 16,5 млн долларов США.

## В области туризма
Согласно подписанному 29 ноября 2013 года в Вильнюсе соглашению между Азербайджаном и Европейским союзом об упрощении выдачи виз, граждане Азербайджана могут въезжать и выезжать из Болгарии на основании разрешения-визового заявления с 01 сентября 2014 года.
Владельцы дипломатических и служебных паспортов могут проживать в Болгарии без визы до 90 дней.
В ноябре 2017 года состоялась встреча членов посольства Болгарии в Азербайджане с представителями Туристической Ассоциации Азербайджана. Были обсуждены перспективы аккредитации туристических агентств в посольства обеих стран.
C января 2018 года осуществляются рейсы Баку — София посредством бюджетной авиакомпании «Buta Airways».
С 2024 года авиакомпанией Bulgaria Air будут осуществляться перелёты София — Баку.
В последнее время туристический поток между странами заметно увеличивается.

## В области культуры
В Бакинском славянском университете с 1996 года преподают такие предметы, как болгарский язык, история Болгарии, культура Болгарии. В 2000 году был основан факультет изучения Болгарии. С 2004 года в университете действует центр болгарского языка и культуры.
В Софийском университете преподается предмет «Азербайджанский мультикультурализм».
7 октября 2004 года между мэрами городов Шеки и Габрово подписана Совместная декларация об объявлении этих городов побратимами. Подобные связи существуют также между городами Нахичевань и Велико-Тырново, а также между городами Сумгаит и Бургас.
11-15 марта 2013 года в Болгарской Национальной Художественной Академии, расположенной в Софии, проведена выставка работ азербайджанских художников.
26 ноября 2014 года по случаю 90-летия Нахичеванской Автономной Республики в Софии состоялась выставка изданий книг об истории Нахичеванской Автономной Республики.
3 декабря 2014 года Посольство Азербайджана в Болгарии совместно с Государственным институтом культуры Министерства иностранных дел Болгарии и под эгидой Софийского муниципалитета организовало в Софии презентацию азербайджанского шелкового искусства Кялагаи.
15 февраля 2015 года в Софии был организован концерт азербайджанской классической музыки в исполнении Софийского симфонического оркестра.
2 июня 2015 года в Болгарской Национальной библиотеке Св. Кирилла и Мефодия состоялась выставка изданий об Азербайджане.
16 сентября 2015 года Посольство Азербайджана в Болгарии совместно с муниципалитетом Габрово организовало в Габрово выставку, посвященную культуре города Шеки.
20 ноября 2015 года состоялся визит министра окружающей среды и водных ресурсов Болгарии Ивелины Василевой в Баку, во время которого была составлена экологическая программа на 2 года (2016—2017).
При поддержке Фонда Гейдара Алиева в 2016 году был восстановлен архитектурный музей-заповедник «Трапезица», расположенный в административном центре Велико-Тырново в Болгарии. Также Фонд Гейдара Алиева оказал материальную помощь для реконструкции 158-метровой Западной Стены, строительства 880-метровой туристической аллеи, Центра культурного наследия, ремонта 3-х средневековых церквей.
22 сентября 2016 года Президент Фонда Гейдара Алиева Мехрибан Алиева и вице-президент Фонда Лейла Алиева приняли участие в церемонии открытия архитектурного музея-заповедника «Трапезица».
30 сентября 2017 года при поддержке Министерства культуры Болгарии, Министерства культуры и туризма Азербайджана, посольства Азербайджана в Болгарии, Болгарского культурного фонда, в здании Представительства Европейской комиссии в Софии состоялась конференция на тему «Музеи Азербайджана. Музей — привлекательный объект культурного туризма».
В 2019 году было реализовано 6 научных проектов. На данный момент азербайджанские и болгарские ученые придают значение исследованию регионов Черного и Каспийского морей, а также проведению археологических раскопок на территории обеих стран.
4 июля 2019 года во время официального визита министра культуры Болгарии Кипа Баннова в Азербайджан для принятия участия в 43 заседании Комитета Всемирного наследия ЮНЕСКО, состоялась встреча между Кипом Банновым и министром культуры Абульфасом Гараевым. В ходе встречи была составлена программа сотрудничества в области культуры на 2019—2023 годы.